# Diastatops emilia
Diastatops emilia là loài chuồn chuồn trong họ Libellulidae. Loài này được Montgomery mô tả khoa học đầu tiên năm 1940.